# Ванда Хоулі
Сельма Ванда Піттак, відома як Ванда Хоулі (англ. Wanda Hawley; 30 липня 1895 — 18 березня 1963) — американська акторка епохи німого кіно та співачка. Дебютувала в театрі, граючи в місцевій сіетлівській трупі, а пізніше гастролювала США та Канадою як співачка. У 1922 році знялася з Рудольфом Валентино у фільмі «Молодий раджа» і здобула слави участю в фільмах Сесіла Б. Деміля та Сема Вуда.

## Життя та кар'єра
Народилася у Скрантоні, в штаті Пенсільванія, дитиною разом із сім'єю перебралася до Сіетлу, штат Вашингтон. Там здобула освіту. 
Дебютувала в кіно, підписавши контракт із кінокомпанією Fox Film Corporation, а пізніше приєдналася до Famous Players-Lasky та знялася у головній ролі у фільмі Mr. Fix-It (1918). 
У 1916 році одружилася з Алленом Бертоном Хоулі і взяла його прізвище як псевдонім.
Знімалася з такими акторами, як Вільямом С. Гарт, Чарлі Рей, Брайант Вошбурн, Воллі Рід.
З появою звукового кіно кар'єра Хоулі завершилась.
Померла у Лос-Анджелесі у 1963 році у віці 67 років. Похована на цвинтарі Hollywood Forever.

## Вибрана фільмографія
- 1922 — Молодий раджа
- 1922 — Палаючі піски